# El barrio en sus puños
El barrio en sus puños es el título del sexto álbum de la banda de rock argentina Las Pastillas del Abuelo editado en 2014.
Es una obra conceptual que retoma en 12 canciones la vida y obra del ya fallecido boxeador argentino Ringo Bonavena, si bien el disco se centra de sus inicios, desarrollo, acontecimientos importantes y su trágico final, también hace referencia a otros personajes de la época como el bandoneonista Aníbal Troilo, el boxeador Víctor Galíndez y hasta a Luis Alberto Spinetta y Lito Nebbia, dos íconos del rock argentino . Se trata de "El barrio en sus puños", un álbum con sonidos característicos del Tango, destacadamente en los temas "El héroe" o "Las crónicas del domingo". 
El disco fue presentado como un disco conceptual en formato de ópera rock en Teatro Ciego. La música fue enteramente compuesta por la banda, pero, curiosamente las letras salieron directamente de la pluma de Alberto Sueiro, un ya conocido remisero amigo de Las Pastillas, que en sus tiempos libres es todo un poeta, y este hobby se ve reflejado excelentemente en este disco en particular, ya que se forma de escribir no pasa nada desapercibido.
El disco fue grabado entre los meses de mayo y junio de 2014 en Romaphonic y La Caldera por Guito Daverio y Mariano Bilinkis.

## Canciones
Todas las canciones fueron escritas por Alberto Sueiro. Música de Las pastillas del abuelo.

| N.º | Título                 | Duración |  |
| 1.  | «Nació Bonavena»       | 3:02     |  |
| 2.  | «El barrio»            | 2:25     |  |
| 3.  | «Los 60»               | 4:32     |  |
| 4.  | «La hazaña»            | 2:22     |  |
| 5.  | «El héroe»             | 1:13     |  |
| 6.  | «La pasión»            | 3:29     |  |
| 7.  | «La pasión 2.ª parte»  | 3:55     |  |
| 8.  | «Las paces»            | 3:42     |  |
| 9.  | «Enseñanzas»           | 3:47     |  |
| 10. | «Último round»         | 1:58     |  |
| 11. | «Crónicas del domingo» | 2:50     |  |
| 12. | «Siempre llegando»     | 3:47     |  |

## Miembros
- Juan Germán Fernández - voz, guitarra, armónica.
- Alejandro Mondelo - teclados y pianos.
- Diego Bozzalla - guitarras.
- Fernando Vecchio - guitarras.
- Joel Barbeito - saxos.
- Santiago Bogisich - bajos.
- Juan Comas - baterías y percusión.

## Colaboraciones
- Facundo Bainat: trompeta en 1, 2, 3, 4, 6, 7, 8, 10, 11, 12.
- Mario Gusso: percusión en 7, 9, 10, 11.
- Jesús Fernández, Nicolás Oviedo, Valentín de la Concepción: coros en 7, 9, 11, 12.
- Guillermo Guito Daverio: coros en 7 / efectos en 3, 4, 7.